# Chypre au Concours Eurovision de la chanson 2015
Chypre a annoncé sa participation au Concours Eurovision de la chanson 2015 à Vienne, en Autriche le 14 juillet 2014. Le pays est représenté par Yánnis Karayánnis et sa chanson One Thing I Should Have Done, sélectionnés via la sélection Eurovision Song Project.

## Sélection
Le représentant chypriote sera sélectionné via l'émission Eurovision Song Project, une sélection de 10 shows télévisés qui débutera le 7 décembre et dont la finale aura lieu le 1er février 2015.

### Format
La sélection chypriote se compose de trois phases. Dans un premier temps, 54 participants passent des auditions, réparties sur six shows télévisés. Chaque artiste interprète un extrait de sa propre chanson ainsi qu'une reprise d'anciennes chansons de l'Eurovision. Pour se qualifier, un artiste doit recevoir au moins trois oui de la part du jury. La seconde phase est intitulée Eurochallenge.  Pour la première fois, les chansons seront entendues en entier. L'Eurochallenge se déroulera en deux soirées. À la fin de la première, dix chansons seront qualifiées et à la fin du second, six seront qualifiées pour la finale. Enfin, la finale déterminera le représentant chypriote de l'Eurovision 2015. Le vainqueur est choisi grâce à un vote des jurys et un vote du public comptant chacun pour moitié. 

### Émissions

#### Auditions
Le jury est constitué de Despina Olympiou, Alex Panayi, Elena Patroklou et Tasos Tryfonos.

##### Audition 1
| Ordre | Artiste                          | Chanson                               | Olympiou | Panayi | Patroklou | Tryfonos | Résultat     |
| ----- | -------------------------------- | ------------------------------------- | -------- | ------ | --------- | -------- | ------------ |
| 1     | Eva Diva                         | My Number One (Grèce 2005)            | ✔        | ✔      | ✔         | ✔        | Sélectionnée |
| 1     | Eva Diva                         | Come and Fight for Freedom            | ✔        | ✔      | ✔         | ✔        | Sélectionnée |
| 2     | Nikolas Levendis                 | Nocturne (Norvège 1995)               |          |        |           |          | Éliminé      |
| 2     | Nikolas Levendis                 | Chlomi selini                         |          |        |           |          | Éliminé      |
| 3     | Emily Charalambous               | Sweet People (Ukraine 2010)           | ✔        | ✔      | ✔         | ✔        | Sélectionnée |
| 3     | Emily Charalambous               | Right In                              | ✔        | ✔      | ✔         | ✔        | Sélectionnée |
| 4     | Nikolas Mavromichalis            | Nel blu dipinto di blu (Italie 1958)  |          | ✔      |           | ✔        | Éliminé      |
| 4     | Nikolas Mavromichalis            | Ena kafe mazi                         |          | ✔      |           | ✔        | Éliminé      |
| 5     | Christodoula Tsaggara            | An me thimasai (Chypre 2013)          |          |        | ✔         |          | Éliminée     |
| 5     | Christodoula Tsaggara            | Kori tis Mesogeiou                    |          |        | ✔         |          | Éliminée     |
| 6     | Ifigenia Loukaidou & Lyrical Eye | Euphoria (Suède 2012)                 | ✔        | ✔      |           |          | Éliminés     |
| 6     | Ifigenia Loukaidou & Lyrical Eye | Remember My Love                      | ✔        | ✔      |           |          | Éliminés     |
| 7     | Charalambos Luna Iosif           | Hold Me Now (Irlande 1987)            | ✔        |        | ✔         | ✔        | Sélectionnée |
| 7     | Charalambos Luna Iosif           | I Wanna Dance (I Say Tempo)           | ✔        |        | ✔         | ✔        | Sélectionnée |
| 8     | Elena Kousi                      | Love Shine a Light (Royaume-Uni 1997) |          |        | ✔         | ✔        | Éliminée     |
| 8     | Elena Kousi                      | Just Another Girl                     |          |        | ✔         | ✔        | Éliminée     |
| 9     | Maria Evangelou                  | Where Are You? (Royaume-Uni 1998)     | ✔        | ✔      | ✔         |          | Sélectionnée |
| 9     | Maria Evangelou                  | Still                                 | ✔        | ✔      | ✔         |          | Sélectionnée |

##### Audition 2
| Ordre | Artiste                                      | Chanson                                     | Olympiou | Panayi | Patroklou | Tryfonos | Résultat      |
| ----- | -------------------------------------------- | ------------------------------------------- | -------- | ------ | --------- | -------- | ------------- |
| 1     | Christina Tselepou                           | Waterloo (Suède 1974)                       | ✔        | ✔      | ✔         | ✔        | Sélectionnée  |
| 1     | Christina Tselepou                           | In These Arms                               | ✔        | ✔      | ✔         | ✔        | Sélectionnée  |
| 2     | Valence                                      | Only Love Survives (Irlande 2013)           | ✔        | ✔      | ✔         | ✔        | Sélectionné   |
| 2     | Valence                                      | Scared                                      | ✔        | ✔      | ✔         | ✔        | Sélectionné   |
| 3     | Charalambos Luna Iosif                       | Hold Me Now (Irlande 1987)                  |          |        |           |          | Éliminé       |
| 3     | Charalambos Luna Iosif                       | Call for Me                                 |          |        |           |          | Éliminé       |
| 4     | Lady Ava                                     | Go (Royaume-Uni 1988)                       |          |        |           |          | Éliminée      |
| 4     | Lady Ava                                     | Until the End of Time                       |          |        |           |          | Éliminée      |
| 5     | Pieros Kezou                                 | Power to All Our Friends (Royaume-Uni 1973) | ✔        | ✔      | ✔         | ✔        | Sélectionné   |
| 5     | Pieros Kezou                                 | Said It All Before                          | ✔        | ✔      | ✔         | ✔        | Sélectionné   |
| 6     | Kostas Archondous                            | Hold Me Now (Irlande 1987)                  | ✔        |        |           |          | Éliminé       |
| 6     | Kostas Archondous                            | Steko akoma                                 | ✔        |        |           |          | Éliminé       |
| 7     | Mariana Moskofian & Christiana Hadjiordanous | Is It True? (Islande 2009)                  | ✔        | ✔      | ✔         | ✔        | Sélectionnées |
| 7     | Mariana Moskofian & Christiana Hadjiordanous | Sailing Ships, Pirates and Dragons          | ✔        | ✔      | ✔         | ✔        | Sélectionnées |
| 8     | Ioanna Protopapa                             | Touch My Fire (Royaume-Uni 2005)            | ✔        | ✔      | ✔         |          | Sélectionnée  |
| 8     | Ioanna Protopapa                             | Beat of My Heart                            | ✔        | ✔      | ✔         |          | Sélectionnée  |

##### Audition 3
| Ordre | Artiste                           | Chanson                               | Olympiou | Panayi | Patroklou | Tryfonos | Résultat     |
| ----- | --------------------------------- | ------------------------------------- | -------- | ------ | --------- | -------- | ------------ |
| 1     | Eleni Irakleous                   | Ein bißchen Frieden (Allemagne 1982)  | ✔        | ✔      | ✔         | ✔        | Sélectionnée |
| 1     | Eleni Irakleous                   | Dawn                                  | ✔        | ✔      | ✔         | ✔        | Sélectionnée |
| 2     | Eleonora                          | Only Teardrops (Danemark 2013)        | ✔        |        | ✔         |          | Éliminée     |
| 2     | Eleonora                          | Heaven on Earth                       | ✔        |        | ✔         |          | Éliminée     |
| 3     | Anastasia Liberos                 | Stronger Every Minute (Chypre 2004)   | ✔        |        |           | ✔        | Éliminée     |
| 3     | Anastasia Liberos                 | Unicorn                               | ✔        |        |           | ✔        | Éliminée     |
| 4     | Doody                             | Euphoria (Suède 2012)                 | ✔        | ✔      | ✔         | ✔        | Sélectionné  |
| 4     | Doody                             | Magic                                 | ✔        | ✔      | ✔         | ✔        | Sélectionné  |
| 5     | Evagoras Evagorou                 | Fairytale (Norvège 2009)              |          | ✔      |           | ✔        | Éliminée     |
| 5     | Evagoras Evagorou                 | Chorevo mambo                         |          | ✔      |           | ✔        | Éliminée     |
| 6     | Nearchos Evangelou & Charis Savva | In a Moment Like This (Danemark 2010) | ✔        | ✔      | ✔         | ✔        | Sélectionnés |
| 6     | Nearchos Evangelou & Charis Savva | Deila den agapo                       | ✔        | ✔      | ✔         | ✔        | Sélectionnés |
| 7     | Christina Papaioannou             | Is It True? (Islande 2009)            |          |        |           |          | Éliminée     |
| 7     | Christina Papaioannou             | You Can't Stop Love                   |          |        |           |          | Éliminée     |
| 8     | Lady Ava                          | Same Heart (Israël 2014)              |          |        |           |          | Éliminée     |
| 8     | Lady Ava                          | The Key Is Love                       |          |        |           |          | Éliminée     |
| 9     | DJ Perform feat. Stalo Patsia     | I Anixi (Grèce 1991)                  |          |        |           |          | Éliminés     |
| 9     | DJ Perform feat. Stalo Patsia     | My Aura Is Bright                     |          |        |           |          | Éliminés     |
| 10    | Christos Rialas                   | Watch My Dance (Grèce 2011)           | ✔        | ✔      | ✔         | ✔        | Sélectionné  |
| 10    | Christos Rialas                   | Meine                                 | ✔        | ✔      | ✔         | ✔        | Sélectionné  |

##### Audition 4
| Ordre | Artiste                  | Chanson                                         | Olympiou | Panayi | Patroklou | Tryfonos | Résultat     |
| ----- | ------------------------ | ----------------------------------------------- | -------- | ------ | --------- | -------- | ------------ |
| 1     | Lucy Sofroniou           | Stronger Every Minute (Chypre 2004)             |          | ✔      |           | ✔        | Éliminée     |
| 1     | Lucy Sofroniou           | Lonely                                          |          | ✔      |           | ✔        | Éliminée     |
| 2     | Groove Therapy           | Satellite (Allemagne 2010)                      |          | ✔      | ✔         |          | Éliminé      |
| 2     | Groove Therapy           | #Is this Real Life                              |          | ✔      | ✔         |          | Éliminé      |
| 3     | Nikos Trikkis            | Genesis (Chypre 1998)                           |          |        | ✔         |          | Éliminé      |
| 3     | Nikos Trikkis            | Eimai edo                                       |          |        | ✔         |          | Éliminé      |
| 4     | Minus One                | Poupée de cire, poupée de son (Luxembourg 1965) | ✔        | ✔      | ✔         | ✔        | Sélectionnés |
| 4     | Minus One                | Shine                                           | ✔        | ✔      | ✔         | ✔        | Sélectionnés |
| 5     | Kostas Karaiskos         | My Number One (Grèce 2005)                      |          |        |           |          | Éliminé      |
| 5     | Kostas Karaiskos         | Rainbow                                         |          |        |           |          | Éliminé      |
| 6     | Nelena Paparisva         | Euphoria (Suède 2012)                           |          | ✔      | ✔         |          | Éliminée     |
| 6     | Nelena Paparisva         | Run Run Run                                     |          | ✔      | ✔         |          | Éliminée     |
| 7     | Konstantinos Michailoudi | I Anixi (Grèce 1991)                            |          |        |           |          | Éliminé      |
| 7     | Konstantinos Michailoudi | Stand Up                                        |          |        |           |          | Éliminé      |
| 8     | Yánnis Karayánnis        | Stronger Every Minute (Chypre 2004)             | ✔        | ✔      | ✔         | ✔        | Sélectionné  |
| 8     | Yánnis Karayánnis        | One Thing I Should Have Done                    | ✔        | ✔      | ✔         | ✔        | Sélectionné  |
| 9     | The Knockouts            | Hold Me Now (Irlande 1987)                      | ✔        |        |           | ✔        | Éliminés     |
| 9     | The Knockouts            | Real You                                        | ✔        |        |           | ✔        | Éliminés     |
| 10    | Stella Stilianou         | Mono Yia Mas (Chypre 1996)                      |          |        | ✔         |          | Éliminée     |
| 10    | Stella Stilianou         | Thelo na gino oranos                            |          |        | ✔         |          | Éliminée     |

##### Audition 5
| Ordre | Artiste              | Chanson                             | Olympiou | Panayi | Patroklou | Tryfonos | Résultat     |
| ----- | -------------------- | ----------------------------------- | -------- | ------ | --------- | -------- | ------------ |
| 1     | Yuri Melikov         | Hold Me Now (Irlande 1987)          | ✔        | ✔      | ✔         | ✔        | Sélectionnée |
| 1     | Yuri Melikov         | Victorious                          | ✔        | ✔      | ✔         | ✔        | Sélectionnée |
| 2     | Christina Stilianou  | Stronger Every Minute (Chypre 2004) |          | ✔      |           |          | Éliminée     |
| 2     | Christina Stilianou  | Lonely Nights                       |          | ✔      |           |          | Éliminée     |
| 3     | Apollonia            | Only Teardrops (Danemark 2013)      | ✔        |        | ✔         | ✔        | Sélectionnée |
| 3     | Apollonia            | Don't Give Up on Me (Just Yet)      | ✔        |        | ✔         | ✔        | Sélectionnée |
| 4     | Neofitos Stratis     | "Non ho l'età" (Italie 1964)        | ✔        |        | ✔         |          | Éliminé      |
| 4     | Neofitos Stratis     | Rebound                             | ✔        |        | ✔         |          | Éliminé      |
| 5     | Flirt                | Euphoria (Suède 2012)               |          |        |           |          | Éliminé      |
| 5     | Flirt                | Let Your Mind Free                  |          |        |           |          | Éliminé      |
| 6     | Helena               | Euphoria (Suède 2012)               |          |        |           |          | Éliminée     |
| 6     | Helena               | No Money No Honey                   |          |        |           |          | Éliminée     |
| 7     | Georgiou Konstantina | Is It True? (Islande 2009)          | ✔        |        | ✔         |          | Éliminé      |
| 7     | Georgiou Konstantina | When We Used to Be                  | ✔        |        | ✔         |          | Éliminé      |
| 8     | Hovig                | I Anixi (Grèce 1991)                | ✔        | ✔      | ✔         | ✔        | Sélectionné  |
| 8     | Hovig                | Stone in a River                    | ✔        | ✔      | ✔         | ✔        | Sélectionné  |
| 9     | Maria Evangelou      | Cliché Love Song (Danemark 2014)    | ✔        |        |           |          | Éliminée     |
| 9     | Maria Evangelou      | Play Me Like a Pop Song             | ✔        |        |           |          | Éliminée     |

##### Audition 6
| Ordre | Artiste                        | Chanson                               | Olympiou | Panayi | Patroklou | Tryfonos | Résultat    |
| ----- | ------------------------------ | ------------------------------------- | -------- | ------ | --------- | -------- | ----------- |
| 1     | Maria Pavlou                   | Believe (Russie 2008)                 | ✔        |        | ✔         |          | Éliminée    |
| 1     | Maria Pavlou                   | Tha sou tragoudiso                    | ✔        |        | ✔         |          | Éliminée    |
| 2     | Olivia Sofokli                 | Euphoria (Suède 2012)                 |          |        |           |          | Éliminée    |
| 2     | Olivia Sofokli                 | Miracle                               |          |        |           |          | Éliminée    |
| 3     | Gore Melian                    | Without Your Love (Arménie 2006)      | ✔        |        |           |          | Éliminé     |
| 3     | Gore Melian                    | Your Love                             | ✔        |        |           |          | Éliminé     |
| 4     | Panagiotis Koufogiannis        | Fairytale (Norvège 2009)              | ✔        | ✔      | ✔         | ✔        | Sélectionné |
| 4     | Panagiotis Koufogiannis        | Without Your Love                     | ✔        | ✔      | ✔         | ✔        | Sélectionné |
| 5     | Adrenaline by Kristis Koupatos | Satellite (Allemagne 2010)            |          |        |           |          | Éliminés    |
| 5     | Adrenaline by Kristis Koupatos | Live Your Myth                        |          |        |           |          | Éliminés    |
| 6     | Miria Pampori                  | Cool Vibes (Suisse 2005)              |          | ✔      | ✔         |          | Éliminée    |
| 6     | Miria Pampori                  | Find Me                               |          | ✔      | ✔         |          | Éliminée    |
| 7     | Stella Stilianou               | Olou Tou Kosmou I Elpida (Grèce 1992) |          | ✔      | ✔         |          | Éliminée    |
| 7     | Stella Stilianou               | Thelo na chatho                       |          | ✔      | ✔         |          | Éliminée    |
| 8     | Kyriakos Georgiou              | Nel blu dipinto di blu (Italie 1958)  | ✔        |        | ✔         | ✔        | Sélectionné |
| 8     | Kyriakos Georgiou              | Shake Dat                             | ✔        |        | ✔         | ✔        | Sélectionné |

#### Eurochallenges
Le jury lors des Eurochallenges est composé de Despina Olympiou, Alex Panayi, Elena Patroklou, Tasos Tryfonos, Christer Björkman et Dimitris Kontopoulos.

##### Eurochallenge1
| Ordre | Artiste                                      | Chanson                            |
| ----- | -------------------------------------------- | ---------------------------------- |
| 1     | Emily Charalambous                           | Right In                           |
| 2     | Doody                                        | Magic                              |
| 3     | Nearchos Evangelou & Charis Savva            | Deila den agapo                    |
| 4     | Christos Rialas                              | Meine                              |
| 5     | Mariana Moskofian & Christiana Hadjiordanous | Sailing Ships, Pirates and Dragons |
| 6     | Minus One                                    | Shine                              |
| 7     | Yánnis Karayánnis                            | One Thing I Should Have Done       |
| 8     | Apollonia                                    | Don't Give Up On Me (Just Yet)     |
| 9     | Maria Evangelou                              | Still                              |
| 10    | Eleni Irakleous                              | Dawn                               |
| 11    | Yuri Melikov                                 | Victorious                         |
| 12    | Hovig                                        | Stone in a River                   |
| 13    | Panagiotis Koufogiannis                      | Without Your Love                  |
| 14    | Valence                                      | Scared                             |
| 15    | Kyriakos Georgiou                            | Shake Dat                          |
| 16    | Charalambos "Luna" Iosif                     | I Wanna Dance (I Say Tempo)        |
| 17    | Christina Tselepou                           | In These Arms                      |
| 18    | Ioanna Protopapa                             | Beat of My Heart                   |
| 19    | Eva Diva                                     | Come and Fight for Freedom         |
| 20    | Pieros Kezou                                 | Said It All Before                 |

##### Eurochallenge2
| Ordre | Artiste                           | Chanson                      |
| ----- | --------------------------------- | ---------------------------- |
| 1     | Christina Tselepou                | In These Arms                |
| 2     | Nearchos Evangelou & Charis Savva | Deila den agapo              |
| 3     | Ioanna Protopapa                  | Beat of My Heart             |
| 4     | Yánnis Karayánnis                 | One Thing I Should Have Done |
| 5     | Christos Rialas                   | Meine                        |
| 6     | Hovig                             | Stone in a River             |
| 7     | Minus One                         | Shine                        |
| 8     | Doody                             | Magic                        |
| 9     | Panagiotis Koufogiannis           | Without Your Love            |
| 10    | Pieros Kezou                      | Said It All Before           |

#### Finale
| Ordre | Artiste                           | Chanson                      | Jury | Télévote | Télévote | Total | Place |
| Ordre | Artiste                           | Chanson                      | Jury | Voix     | Points   | Total | Place |
| ----- | --------------------------------- | ---------------------------- | ---- | -------- | -------- | ----- | ----- |
| 1     | Hovig                             | Stone in a River             | 8    | 18 388   | 8        | 16    | 4     |
| 2     | Doody                             | Magic                        | 7    | 13 516   | 6        | 13    | 5     |
| 3     | Panagiotis Koufogiannis           | Without Your Love            | 5    | 24 638   | 12       | 18    | 2     |
| 4     | Minus One                         | Shine                        | 12   | 6 353    | 5        | 17    | 3     |
| 5     | Yánnis Karayánnis                 | One Thing I Should Have Done | 10   | 22 858   | 10       | 20    | 1     |
| 6     | Nearchos Evangelou & Charis Savva | Deila den agapo              | 6    | 13 891   | 7        | 12    | 6     |

Au terme des deux mois de la sélection, la chanson désignée comme représentante chypriote pour l'Eurovision 2015 est One thing I should have done, chantée par Yánnis Karayánnis.

## À l'Eurovision
Chypre a participé à la seconde demi-finale, le 21 mai 2015. Y terminant 6e avec 87 points, le pays se qualifie pour la finale du 23 mai 2015. Lors de celle-ci, il termine 22e avec 11 points.